# Dedinky
Dedinky (allemand : Dörfel ,hongrois : Imrichfalu) est un village de Slovaquie situé dans la région de Košice.

## Géographie
Le village borde le lac Palcmanská Maša, attirant touristes et pêcheurs.

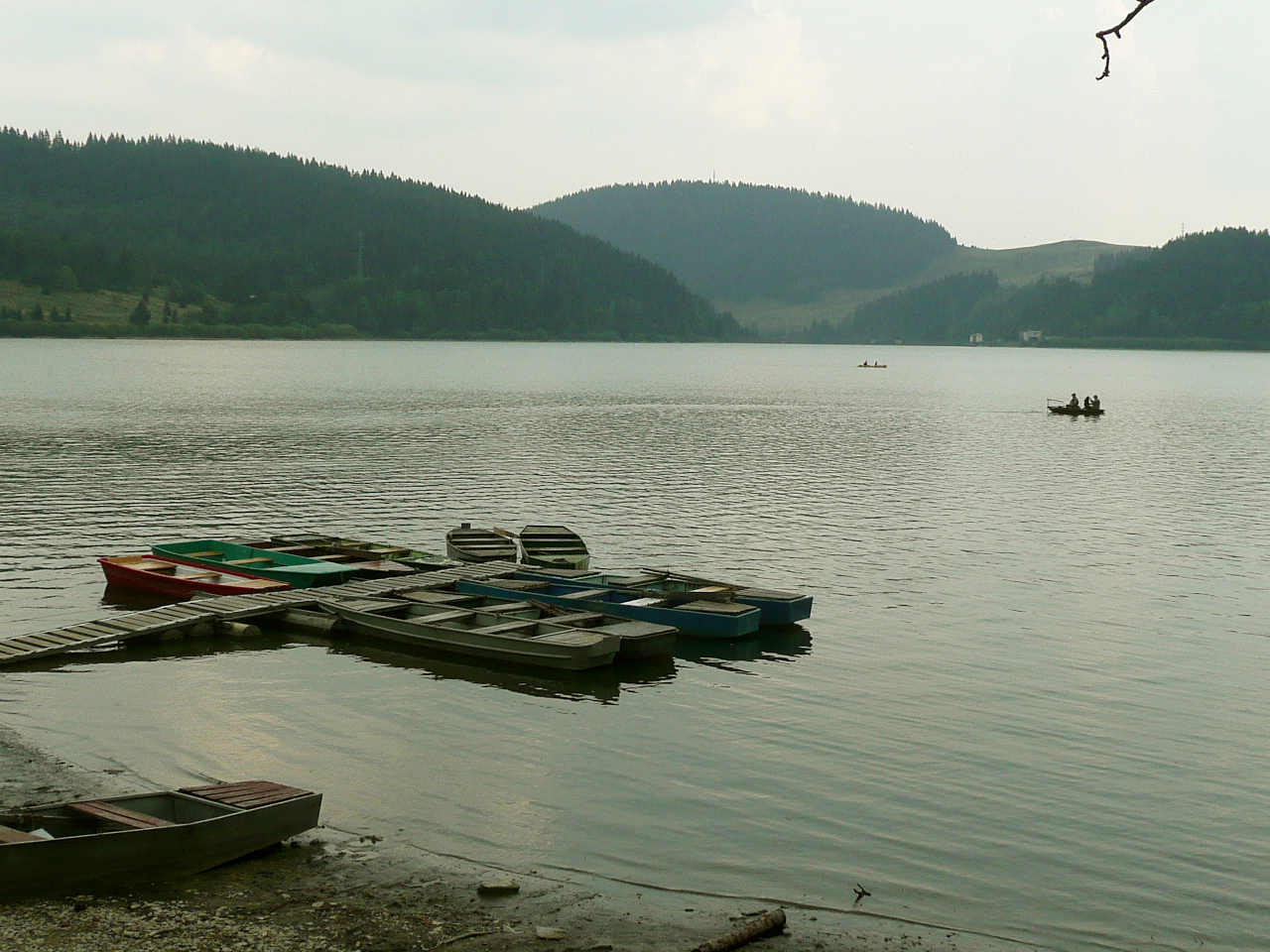
La pêche sur la Palcmanská Maša

## Histoire
Première mention écrite du village en 1386.

## Démographie

### Évolution de la population
| Année:               | 1994. | 2004.    | 2014.   | 2024.    |
| -------------------- | ----- | -------- | ------- | -------- |
| Nombre de personnes: | 432   | 303      | 279     | 224      |
| Différence:          |       | -29,86 % | -7,92 % | -19,71 % |

| Année:               | 2023. | 2024.   |
| -------------------- | ----- | ------- |
| Nombre de personnes: | 225   | 224     |
| Différence:          |       | -0,44 % |